# Batocera victoriana
Espèce
Batocera victoriana, le « batocère tacheté », est une espèce d'insectes de la famille des Cerambycidae.

## Description
Comme les autres batocères, le batocère tacheté, qui mesure en moyenne 62 mm de longueur, possède trois paires de pattes motrices, mais il est caractérisé par sa première paire de pattes particulièrement puissante, servant à l'assujettissement des femelles pendant la copulation, et par la taille de ses antennes, plus grosses chez le mâle, qui font le double de la taille du corps. Les élytres qui recouvrent l'abdomen au repos et qui sont déployés à l'horizontale pendant le vol, sont de couleur brun foncé à noir (chez le batocère tacheté du Laos) et parsemés de taches blanchâtres.

## Répartition
Cette espèce vit principalement dans les forêts tropicales d'Indonésie et des Philippines, mais on la trouve également au Laos et à Bornéo.